# Estádio José Alvalade (1956)
Het Estádio José Alvalade was een multifunctioneel stadion in Lissabon, Portugal. Het stadion werd vooral gebruikt voor voetbalwedstrijden. Ook werden hier atletiekwedstrijden en concerten georganiseerd. De voetbalclub Sporting Clube de Portugal maakte gebruik van dit stadion. Het stadion is vernoemd naar José Alfredo Holtreman Roquette (beter bekend als José Alvalade), een van de oprichters van Sporting Portugal. In het stadion was plaats voor 52.800 toeschouwers.
Op 10 juni 1956 werd het stadion officieel geopend. Bij de openingsceremonie waren 1.500 atleten aanwezig en er was een voetbalwedstrijd tussen Sporting Portugal en het Braziliaanse Vasco da Gama (2–3). Het nationale elftal speelde 19 keer in dit stadion. De eerste keer was op 16 januari 1957 met een WK-kwalificatiewedstrijd tegen Noord-Ierland (1–1). Voor de laatste keer op 17 april 2002, een vriendschappelijk duel tegen Brazilië (1–1). Het stadion werd in 2003 gesloten, er kwam een nieuw stadion Estádio José Alvalade.